# Дорога (фильм, 2009)
«Доро́га» (англ. The Road) — постапокалиптическая драма режиссёра Джона Хиллкоута, экранизация одноимённого романа Кормака Маккарти, вышедшего в 2006 году.
Две главные роли — отца и сына — в фильме исполняют соответственно Вигго Мортенсен и Коди Смит-Макфи. Сценарий фильма написал Джо Пинхол. Съёмки фильма велись в Пенсильвании, Луизиане и Орегоне. Российская премьера состоялась 18 февраля 2010 года.

## Сюжет
На Землю обрушились некие катаклизмы, в результате которых погибла не только цивилизация, но и практически все животные и растения. Единственной пищей для оставшихся в живых людей могут быть или консервы, сделанные до катастрофы, или же другие люди. В этом мире в поисках лучшего по покрытой пеплом дороге бредут отец и сын. Их образ жизни состоит в поисках консервов и попытках избежать сетей каннибалов.
По дороге странники попадают в дом, где в подвале людоеды держат своих жертв. Отцу и сыну с трудом удаётся бежать незамеченными. Затем они находят дом, где прошло детство отца. Здесь сыну кажется, что в соседнем здании есть другой мальчик. Однажды путникам крупно везёт — они находят подземный бункер, где есть всё необходимое для жизни: еда, вода, баллоны с газом, свечи и даже сигареты и виски, однако из страха перед чужими людьми отец с сыном вскоре вынуждены бежать оттуда.
Далее странники встречают умирающего от голода старика, и тогда мальчик упрашивает отца накормить его. Затем они снова натыкаются на каннибалов, и спасаются только благодаря землетрясению. Потом отец заболевает, и у него начинается кровохарканье. Тем не менее путники продолжают свой путь к побережью, однако море их разочаровывает — оно такое же мёртвое, как и весь окружающий мир. Они видят севшее на мель судно, и отец решает его обыскать. Он оставляет сыну револьвер и все вещи. Пока он плывёт к кораблю, сын засыпает в палатке. В это время появляется вор и обкрадывает их. Отцу удаётся найти вора, которого он заставляет раздеться догола на холоде. Это производит тяжёлое впечатление на мальчика. После некоторых препираний странники возвращают одежду и оставляют банку консервов на том месте, где видели вора последний раз.
В одном из мёртвых городов в ногу отца попадают стрелой, тогда он начинает отстреливаться из сигнального пистолета, найденного им на корабле. Ему удаётся убить лучника. Измождённый отец вскоре умирает на руках у сына, скорее всего от болезни, которая вызывала у него уже давно кашель с кровью. Осиротевшего ребёнка почти сразу находит другой мужчина, хорошо вооружённый, у которого есть жена, дети и собака (именно они ненароком спугнули главных героев из бункера ранее и именно этого мальчика заметил сын главного героя). Сирота соглашается продолжать путь с ними.

## В ролях
- Вигго Мортенсен[4] — Отец. Мортенсен так описал взаимоотношения между отцом и сыном: «Они пускаются в это трудное путешествие, и отец, в основном, учится у сына».
- Коди Смит-Макфи[4] — Мальчик[5].
- Шарлиз Терон — Жена, которая появляется в воспоминаниях о прошлом. Терон участвует в съёмках фильма, потому что ей понравилась сама книга, и потому что она уже работала с продюсером Ником Векслером[англ.] над фильмом 2000 года «Ярды»[6]. В фильме, в отличие от книги, персонажу будет отведена гораздо большая роль[7]. У Шарлиз в этом фильме небольшая, но очень значимая роль — матери, родившей своему мужу сына, но не познавшей радость полноценного семейного счастья, а погибшей в этом хаосе апокалипсиса[8]. По поводу уделения большего внимания этому персонажу Хиллкоут сказал следующее: «Думаю, что хорошо отступать от содержания книги, пока сохраняется возможность передать её дух»[7].
- Уильямс, Майкл Кеннет[5] — вор.
- Гай Пирс[5] — отец, странствующий со своей семьёй.
- Роберт Дюваль[5] — умирающий старик.
- Молли Паркер[5] — жена ветерана.
- Гаррет Диллахант — главарь банды каннибалов.

## Создание фильма
В ноябре 2006 года продюсер Ник Векслер, используя финансирование из независимых источников, приобрёл права на экранизацию романа Кормака Маккарти 2006 года «Дорога». Когда, после прочтения «Дороги», он увидел фильм Джона Хиллкоута «Предложение» (2005), он решил предложить Хиллкоуту стать режиссёром экранизации. Векслер так охарактеризовал режиссёрский стиль Хиллкоута: «Было нечто замечательное в том, каким способом Джон передал в этом фильме абсолютно примитивное общество Запада». В апреле 2007 года Джо Пинхол был нанят для того, чтобы написать сценарий экранизации. Векслер и его партнёры, Стив и Пола Мэй Шварц, планировали получить сценарий и актёра на роль отца прежде, чем начинать переговоры с дистрибьюторами фильма. К следующему ноябрю актёр Вигго Мортенсен начал переговоры с создателями фильма по поводу получения роли отца, хотя он уже был занят вместе с Эдом Харрисом в Нью-Мексико на съёмках фильма «Аппалуза».
Участие Мортенсена в этом фильме не предполагалось, однако к тому времени Брэд Питт, выбранный первым на роль отца, уже отклонил это предложение.
При бюджете в 20 млн долларов, съёмки фильма начались в конце февраля 2008 года на юго-западе Пенсильвании и после восьми недель перенеслись в Луизиану и Орегон. Пенсильвания, где происходило большинство съёмок, была выбрана из-за налоговых послаблений и большого количества окрестностей, которые выглядели постапокалиптическими: каменноугольных бассейнов, дюн и расселённых частей Питтсбурга. Заброшенная пенсильванская автомагистраль тоже использовалась при создании фильма. Относительно использования Питтсбурга как места для съёмок режиссёр заметил: «Осенью, когда вокруг сменяются цвета, это очень красивое место, но зимой здесь может быть очень холодно. Здесь есть заброшенные кварталы. Лес может быть очень суровым. Нам не хотелось создавать мир при помощи компьютерной графики». Создатели фильма также сняли несколько сцен в некоторых частях Нового Орлеана, которые были разрушены ураганом Катрина, и на горе Святой Елены в штате Вашингтон.
Хиллкоут стремился передать в фильме дух книги, создавая «серьёзно травмированный мир», хотя в нём, равно как и в книге, не объясняются обстоятельства апокалиптического происшествия. По словам Хиллкоута: «Это то, что делает фильм более реалистичным, тогда немедленно встаёт вопрос выживания и того, как вы проведёте каждый следующий день, в отличие от того, что собственно произошло». Создатели фильма обратили себе на пользу обстоятельства плохой погоды, чтобы более реалистично отобразить постапокалиптическую окружающую среду. Марк Форкер, режиссёр спецэффектов фильма, для создания более достоверного пейзажа заменял в сценах отображение неба и цифровым способом удалял из них растительность.
Режиссёр настоял на удалении из ленты эпизода, где людоеды зажаривают на вертеле обезглавленное тело ребёнка.

### Музыка к фильму
Музыку к фильму написали Ник Кейв и Уоррен Эллис.
Хара́ктерное музыкальное сопровождение картины, написанное Ником Кейвом, подчёркивает характер окружающего хаоса и драматизм человеческих судеб.

## Выход фильма

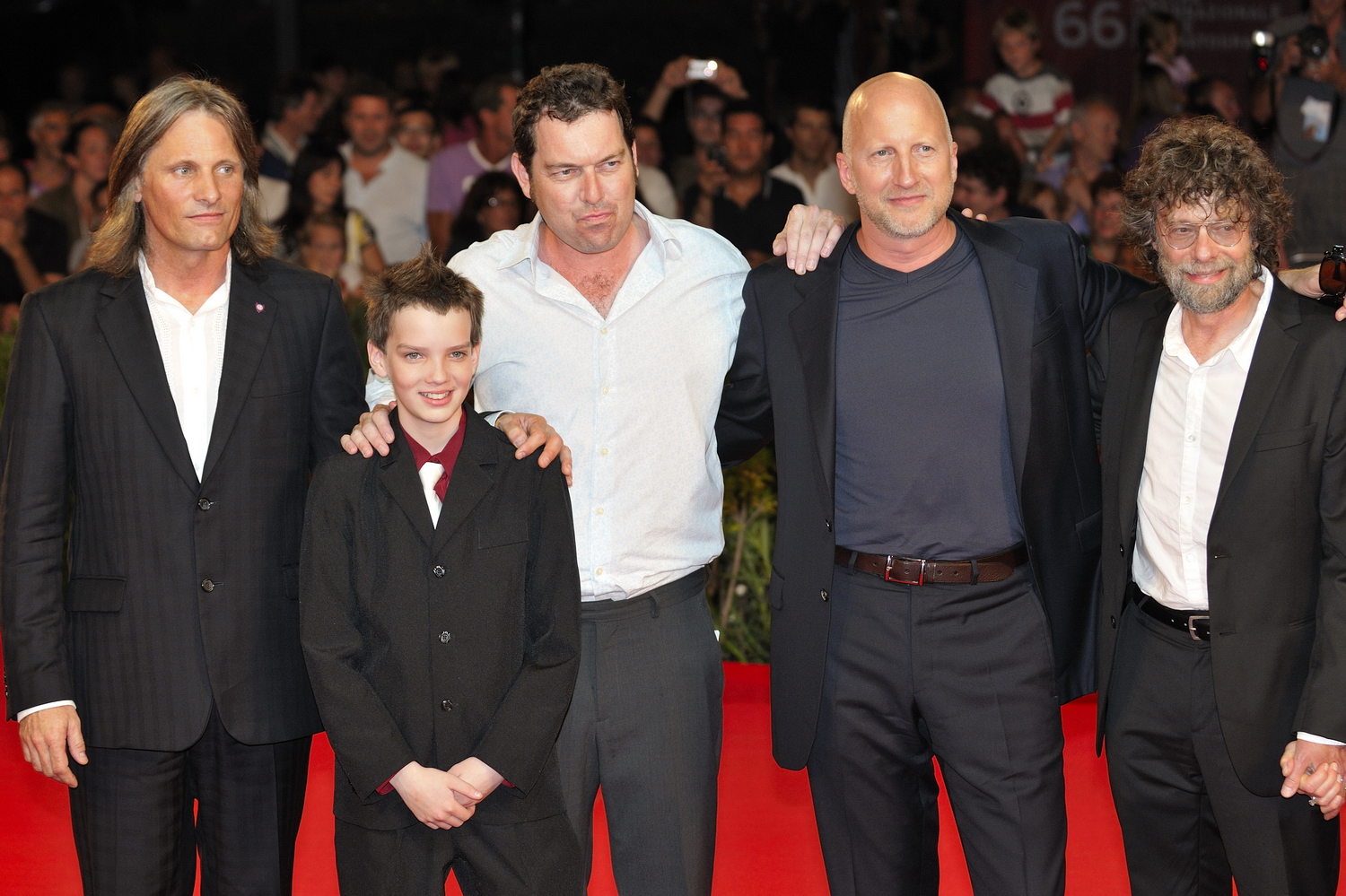
Актёры Вигго Мортенсен и Коди Смит-Макфи, сценарист Джо Пинхол, режиссёр Джон Хиллкоут и продюсер Стив Шварц на Венецианском кинофестивале 2009

Сначала фильм планировали выпустить в ноябре 2008 года. Потом выход фильма перенесли на декабрь, а потом, второй раз, на 2009 год. Согласно изданию The Hollywood Reporter, студия решила, что более продолжительный пост-производственный период и меньшее количество фильмов, выходящих в то же время, пойдут фильму на пользу. Новая дата выхода была назначена на 16 октября 2009 года. Однако, согласно отчетам Screen Rant и /Film, Вайнштайны в последнюю минуту приняли решение отложить выход фильма до 25 ноября 2009 года, чтобы дать фильму шанс попасть в претенденты на премию Оскар, сдвинув тем самым на декабрь 2009 года дату выхода другого своего фильма, запланированного к выходу в этот день, киноленту Роба Маршала по одноимённому мюзиклу «Девять» (которому тоже предсказывали большое количество номинаций на премию).
Мировая премьера фильма состоялась в сентябре 2009 года на Венецианском кинофестивале, где он боролся за получение Золотого и Серебряного Льва, а после того фильм был представлен на кинофестивалях в Теллурайде и Торонто.
DVD и Blu-Ray версии фильма были выпущены 17 мая, 2010 года в Великобритании, и 25 мая 2010 года в США.

## Отзывы
В данный момент фильм имеет рейтинг свежести на уровне 75 % по версии рейтинга на основе отзывов Rotten Tomatoes, рассчитанном на основе 196 рецензий, со средней оценкой 6.9/10 и таким общим выводом критиков: «Приверженность „Дороги“ тёмному взгляду Кормака МакКарти может некоторым показаться слишком навязчивой, но фильм безусловно выигрывает от мощной игры Вигго Мортенсена и Коди Макфи». Также фильм получил оценку 64/100 в рейтинге Metacritic, основанном на 32 обзорах, отображая в общем позитивные оценки критиков.
Обозреватель журнала Esquire Том Кьярелла (Tom Chiarella) просмотрел фильм ещё до его выхода на большой экран и назвал его «блестяще поставленной адаптацией любимого романа, деликатным и анахронически любящим взглядом на бесцеремонный и жестокий конец для всех нас. Ты хочешь, чтобы герои добрались до своей цели, добрались до неё, и, одновременно, не желаешь этого, ничего из этого, до самого конца». Он также описывал ленту, называя её «самым важным фильмом всего года». Джеймс О’Коннор (James O’Connor) из IGN поставил фильму четыре с половиной из пяти возможных звезд, назвав его «одним из самых важных и трогательных фильмов за долгое время».
В одном из ранних обзоров, кинокритик The Guardian Ксан Брукс (Xan Brooks) поставил фильму 4 из 5 звезд и описал его как «преследующий, мучительный, сильный фильм», с «отличным исполнением» Мортенсеном роли Отца.
Люк Дейвис из журнала The Monthly описал фильм как «ужасно великолепный, но его большой холод и отрешенность показывают насколько сложно передать на экране врожденное психологическое тепло великой литературы». Дейвис предположил, что недостатки фильма «могут быть связаны с режиссёрской точкой зрения — все в фильме кажется слишком отдаленным, в отличие от книги с её жгучей близостью», и сделал вывод, что в ленте «слишком много картин и недостаточно действия».
Обзор журнала Adbusters не одобрил элементы продакт-плейсмента в фильме, но, как отмечено Хиллкоатом (Hillcoat), ссылки на продукцию Coca-Cola взяты непосредственно из романа, в то время как сама компания неохотно восприняла своё появление в этом фильме.
Энн Хорнэдэй из Washington Post сказала, что этот фильм — «одна большая панихида, увлекательное оплакивание смерти всех надежд и ускользания из этого мира всего светлого и доброго… Он обладает бесспорной широтой и мрачным великолепием, но в конце концов оставляет впечатление кино о зомби, с претензией на литературную основу».

## Награды и номинации
| Премия                                             | Год  | Категория                            | Номинант            | Результат |
| -------------------------------------------------- | ---- | ------------------------------------ | ------------------- | --------- |
| BAFTA                                              | 2010 | Лучшая операторская работа           | Хавьер Агирресаробе | Номинация |
| Выбор критиков                                     | 2010 | Лучшая мужская роль                  | Вигго Мортенсен     | Номинация |
| Выбор критиков                                     | 2010 | Лучший молодой актёр или актриса     | Коди Смит-Макфи     | Номинация |
| Выбор критиков                                     | 2010 | Лучший грим                          |                     | Номинация |
| Сатурн                                             | 2010 | Лучшая мужская роль                  | Вигго Мортенсен     | Номинация |
| Сатурн                                             | 2010 | Лучший молодой актёр или актриса     | Коди Смит-Макфи     | Номинация |
| Спутник                                            | 2009 | Лучшая работа художника-постановщика | Крис Кеннеди        | Номинация |
| Венецианский кинофестиваль                         | 2009 | Золотой лев                          | Джон Хиллкоут       | Номинация |
| Houston Film Critics Society                       | 2009 | Лучшая мужская роль                  | Вигго Мортенсен     | Номинация |
| San Diego Film Critics Society Awards              | 2009 | Лучшая мужская роль                  | Вигго Мортенсен     | Номинация |
| San Diego Film Critics Society Awards              | 2009 | Лучшая операторская работа           | Хавьер Агирресаробе | Победа    |
| Toronto Film Critics Association                   | 2009 | Лучшая мужская роль                  | Вигго Мортенсен     | Номинация |
| Utah Film Critics Association                      | 2009 | Лучшая мужская роль                  | Вигго Мортенсен     | Победа    |
| Vits Awards                                        | 2010 | Лучшая операторская работа           | Хавьер Агирресаробе | Победа    |
| Washington DC Area Film Critics Association Awards | 2009 | Лучшая мужская роль                  | Вигго Мортенсен     | Номинация |
| Washington DC Area Film Critics Association Awards | 2009 | Лучший адаптированный сценарий       | Джо Пинхол          | Номинация |